# Krystyna Bobrowska
Krystyna Bobrowska (ur. 30 września 1924 w Łodzi, zm. 29 kwietnia 2014 tamże) – teatrolog, społecznik, wieloletnia prezes Towarzystwa Przyjaciół Łodzi.

## Życiorys
Urodziła się w rodzinie Tadeusza Ulatowskiego, urzędnika państwowego, i Heleny z Osmulskich (1904–1996). Dzieciństwo spędziła w Łodzi przy ul. Daniłowskiego 5 na poleskim osiedlu im. Montwiłła-Mireckiego.

### Nauka, lata wojny i studia
Przez 6 lat jeździła do szkoły podstawowej im. Emilii Plater przy ul. Nawrot 12. Naukę w gimnazjum Sczanieckiej przy ul. Pomorskiej 16 przerwał wybuch wojny. Rodzina mieszkała następnie w kamienicy przy ul. Sienkiewicza 59, skąd w 1940 rodzice wraz z piętnastoletnią wówczas Krystyną i jej o trzy lata młodszą siostrą Haliną zostali wyrzuceni przez hitlerowskich okupantów. Po tygodniowym pobycie w obozie przy ul. Łąkowej zostali wywiezieni do Generalnego Gubernatorstwa. Rodzinie udało się znaleźć schronienie u krewnych w Warszawie. II wojnę światową przeżyła w stolicy, gdzie uczyła się w Gimnazjum im. Królowej Jadwigi (w 1941 zdała tzw. „małą maturę”), a w 1943 zdała egzamin maturalny w liceum handlowym. W 1942 na letnisku u wujostwa w Świdrze poznała Władysława Bobrowskiego (1915–1993), lekarza, później znanego łódzkiego chirurga specjalistę flebologa, za którego 29 sierpnia 1943 wyszła za mąż. Wybuch powstania warszawskiego zastał ją, oczekującą narodzin pierwszego dziecka, w podwarszawskim Zalesiu. Tam też otrzymała tragiczną (na szczęście nieprawdziwą) wiadomość o rozstrzelaniu męża wraz z innymi pracownikami szpitala. Przeżyli, ale pozbawieni jakiegokolwiek dobytku Bobrowscy z rodzicami powrócili do Łodzi. Dostali przydział na mieszkanie przy ul. Sienkiewicza 53. Władysław Bobrowski zaczął pracować w szpitalu, a matka otworzyła sklep z elegancką damską konfekcją i tekstyliami, który prowadziła przez kilka lat. To matka zdecydowała, że córka, już jako dorosła kobieta, matka 12-letniej Ani (ur. 1944) i 10-letniego Krzysztofa (ur. 1946), ma studiować. Krystyna rozpoczęła studia na Uniwersytecie Łódzkim na polonistyce, które (także teatrologię) skończyła w 1960 uzyskując magisterium.

### Praca zawodowa
Pracę zaczęła w 1960 w Teatrze Nowym w Łodzi jako asystentka w wymiarze 1/2 etatu, zaangażowana przez dyrektora Kazimierza Dejmka. Funkcję kierownika literackiego pełniła w tym teatrze od 1971 do 1984 (w którym przeszła na emeryturę), ale także zajmowała się sprawami literackimi w innych łódzkich teatrach. Z Teatru Nowego „podkupił” ją w 1966 na kilka lat dyrektor Feliks Żukowski do Teatru im. Stefana Jaracza. Pracowała też w redakcji popularyzacji filmów oświatowych w Wytwórni Filmów Oświatowych w Łodzi. Już jako emerytka pracowała w innym teatrze – do Teatru Muzycznego na dwa sezony zaprosił ją do współpracy dyrektor Rajmund Ambroziak. Był to czas wystawiania My Fair lady, Me and my girl i przede wszystkim Skrzypka na dachu. Pracowała z wieloma dyrektorami – Jerzym Zegalskim, Feliksem Żukowskim, Wojciechem Pilarskim, Rajmundem Ambroziakiem, ale wyjątkowo ciepło wspominała lata pracy pod kierownictwem Kazimierza Dejmka. Bowiem, jak sama mówiła: „Teatr jest wtedy dobry, kiedy dyrektor ma osobowość, jak Dejmek, Hussakowski, czy Zawodziński”.

### Działalność społeczna
Krystyna Bobrowska darzyła Łódź szczególnym uczuciem. „Uważam, że jeżeli jest się łodzianką i jeżeli chce się coś dobrego dla swego miasta zrobić, należy być aktywną” – powiedziała kiedyś. Obok pasji teatralnych, związanych z wykonywanym zawodem, była przez wiele lat oddana pracy społecznej i popularyzatorskiej, m.in. pełniła funkcję przewodniczącej Komisji Kultury Zarządu Łódzkiego Ligi Kobiet Polskich. Ale najważniejsze były działania w Towarzystwie Przyjaciół Łodzi (powstałym w 1959), w które zaangażowała się na początku lat 60. XX w. Od 1970 piastowała funkcję wiceprzewodniczącej Zarządu TPŁ. W latach 1990–1999 była prezesem TPŁ. Od 2000 była Prezesem Honorowym TPŁ. Wraz z prof. Stefanią Skwarczyńską, jej podopiecznymi z Uniwersytetu Łódzkiego oraz Towarzystwem Kultury Teatralnej organizowała cykle spotkań, prelekcji oraz akcje pod hasłem: „Bliżej Teatru” i „Łódź teatralna zaprasza”. Należała od początku istnienia do Klubu Miłośników Teatru (założonego przez Gustawa Holoubka), jednej z sekcji działającej przy Towarzystwie Przyjaciół Łodzi. Klub zainicjował działalność w 1962 od tak zwanych „Piątków teatralnych” („nobilitujących” spotkań z aktorami teatrów łódzkich w Klubie Międzynarodowej Prasy i Książki przy ul. Piotrkowskiej 86). Klubowi przewodniczył początkowo Roman Kaczmarek, a od 1963 Krystyna Bobrowska.
Wraz z prasą łódzką Klub organizował plebiscyt na najpopularniejszego aktora łódzkich scen i najlepszy spektakl sezonu. Konkurs ten stanowił pierwowzór nagrody „Srebrnej Łódki”, której pomysłodawczynią była Krystyna Bobrowska. Wyróżnienie to przyznawane jest corocznie od 1967 przedstawieniom o wybitnych walorach ideowo-artystycznych w dniu 27 marca podczas obchodów Międzynarodowego Dnia Teatru. Wśród nagrodzonych znalazł się m.in. wielokrotnie Teatr im. Stefana Jaracza, co Krystyna Bobrowska spuentowała słowami: „Mają już tyle łódek, że mogą urządzać regaty” (Gazeta Wyborcza 1999 nr 276 s. 5). „Srebrną Łódkę” zaprojektował profesor Zygmunt Cichy. Wyjątkową, symboliczną „Złotą Łódkę” ofiarowano 5 czerwca 1981 Kazimierzowi Dejmkowi z podziękowaniem za lata twórczej pracy w Łodzi.
Klub Miłośników Teatru organizował ponadto liczne imprezy, wystawy, wydawał publikacje (m.in. kilkanaście unikalnych broszur poświęconych wydarzeniom teatralnym i najwybitniejszym postaciom polskiego teatru z cyklu „Suplement do dziejów teatralnych miasta Łodzi” wydawanych przez TPŁ do 1983).
Krystynie Bobrowskiej (zainspirowanej pomysłem przez Kazimierza Dejmka) zawdzięczają łodzianie wybudowanie i odsłonięcie w 1982 pomnika Leona Schillera w pasażu jego imienia. Wielką satysfakcją dla niej samej był fakt inauguracji w tym miejscu rokrocznie obchodów Międzynarodowego Dnia Teatru 27 marca. Wśród przedsięwzięć, którym patronowała, znalazło się postawienie przez władze miasta fontanny z dziewczyną w pasażu Rubinsteina (na wzór kopenhaskiej syrenki) a także tablic upamiętniających sylwetki zasłużonych łodzian: Artura Rubinsteina i Józefa Pilarskiego oraz ławeczki Tuwima (dziś należącej do najbardziej rozpoznawalnych symboli Łodzi). Popularyzowała ciekawe miejsca i ludzi związanych z Łodzią w czasie comiesięcznych spotkań z cyklu „Z Łódką w herbie”. Gośćmi TPŁ byli wówczas m.in.: Witold Bacewicz, Aleksander Bardini, Stefania Grodzieńska, Ludwik Jerzy Kern. Dużym zainteresowaniem cieszył się także przygotowywany przez TPŁ cykl spotkań pod hasłem „Sagi łódzkie”, dedykowany historii rodzimych rodów prawniczych, nauczycielskich, lekarskich i aptekarskich. Kierowała komitetem obchodów stulecia urodzin Juliana Tuwima w 1994.
Wśród jej zasług wymienia się także zaproponowanie łodzianom od 1971 cotygodniowych spacerów po najciekawszych miejscach miasta. Wycieczki oprowadzali m.in. Stanisław Łukawski, Zdzisław Konicki i Henryk Szubert, a później Ryszard Bonisławski. Przez 27 lat (do 1997) była animatorką corocznych, odbywających się przed Świętem Zmarłych, koncertów zatytułowanych „Cieniom sceny łódzkiej”, podczas których wspominano tych, którzy odeszli w minionym roku m.in. Mieczysława Voita, Barbarę Rachwalską, Michała Pawlickiego. Pamięci wybitnych łodzian: Eugeniusza Ajnenkiela, Mieczysława Woźniakowskiego poświęcała także pożegnalne artykuły na łamach Gazety Wyborczej. W 2000 wraz z zespołem społeczników i władzami miasta przygotowała Światowe Spotkanie Łodzian.
Była wiernym uczestnikiem wernisaży wystaw ekslibrisów w istniejącej od 1990 Widzewskiej Galerii Ekslibrisu na Widzewie–Wschodzie w Domu Kultury 502 przy ul. M. Gorkiego 16.
Była bibliofilem i przyjacielem Wojewódzkiej Biblioteki Publicznej im. Marszałka Józefa Piłsudskiego w Łodzi, należała do grona jej darczyńców. O swym niebagatelnym „podarunku” dla tej Miejskiej Książnicy Łódzkiej tak mówiła: „Po prostu likwidowałam bardzo duże mieszkanie i rozdysponowałam księgozbiór. Cztery duże skrzynie, czyli około dwóch tysięcy pozycji trafiło do Biblioteki im. Piłsudskiego. Łodziana przekazałam Towarzystwu Przyjaciół Łodzi, zaś książki Włodzimierza Puchalskiego (z którym miałam zaszczyt pracować w Wytwórni Filmów Oświatowych) oraz inne pozycje przyrodnicze trafiły do Szkoły im. Włodzimierza Puchalskiego”.
Krystyna Bobrowska była członkiem kapituły przyznającej nagrodę dla najlepszego redaktora (dawniej krytyka) sezonu, którą stanowi statuetka „Złotego Pióra”, ufundowana przez Iwonę Śledzińską-Katarasińską. Była także członkiem zarządu Ligi Kobiet Oddział Łódź. Mimo upływu wielu lat od chwili odejścia na emeryturę, nadal łączyły ją serdeczne kontakty z ludźmi teatru, była obecna na każdej premierze. W czasie obchodów Święta Łodzi w 2005 w Łódzkim Domu Kultury odbył się jej benefis.
Jej biogram znajduje się w szwajcarskim wydawnictwie W&W w Polsce.
Zmarła w Łodzi, pochowana 9 maja 2014 r. na Starym Cmentarzu przy ul. Ogrodowej.
Krystyna Bobrowska była teściową Ireny Szewczyk.

## Niektóre publikacje
- Teatr Nowy w Łodzi 1949–1979 pod red. Stanisława Kaszyńskiego przy współpracy Krystyny Bobrowskiej i Michała Kuny. Łódź, Wydawnictwo Łódzkie, 1983.
- Dwie prapremiery i jedna premiera. „Nasza Scena” 1960/61 nr 8, s. 3–9.
- Helena Modrzejewska w Łodzi: Z dziejów teatru łódzkiego. „Nasza Scena” 1961/62 nr 4/5, s. 35–39.
- O mojej to Łodzi piosenka... „Kronika Miasta Łodzi” 1998 z. l, s. 137–140.

## Ordery i odznaczenia
- Krzyż Oficerski Orderu Odrodzenia Polski (25 kwietnia 2000)[4]
- Krzyż Kawalerski Orderu Odrodzenia Polski
- Złoty Krzyż Zasługi
- Srebrny Medal „Zasłużony Kulturze Gloria Artis” (3 marca 2010)[5]
- Medal Komisji Edukacji Narodowej
- Medal Pro Publico Bono im. Sabiny Nowickiej (2007)[6]
- Medal „Przyjaciel Dziecka 2000”
- Honorowa Odznaka Miasta Łodzi

## Nagrody i wyróżnienia
- Nagroda Miasta Łodzi za całokształt działalności w dziedzinie upowszechniania kultury teatralnej (1989)[7]
- Nagroda Miasta Łodzi za działalność społeczną (1998)[7]
- nominacja do tytułu Łodzianka Roku 1999 (2000)
- „Łodzianka Stulecia”